# Автошлях E009
Європейський маршрут E009 — європейський автомобільний маршрут категорії Б, що проходить через Таджикистан і проходить через Джіргатальський район.

## Маршрут
- Таджикистан
  - E60, E008 Джіргатальський район